# Piccolo corpo

Piccolo corpo est un film slovéno-franco-italien réalisé par Laura Samani et sorti en 2021. 

## Synopsis
1900. Agata vient de perdre son bébé. L'enfant est condamné à errer dans les limbes. Agata se rend dans la montagne pour ramener à la vie son bébé afin de la baptiser avant de la redonner au Ciel. Sur le chemin, elle fait la rencontre de Lynx.

## Fiche technique
- Titre : Piccolo corpo
- Réalisation : Laura Samani
- Scénario : Marco Borromei, Laura Samani et Elisa Dondi
- Musique : Mitja Licen
- Costumes : Loredana Buscemi
- Production : Paolo Bogna, Alberto Fasulo, Danijel Hocevar, Thomas Lambert, Nadia Trevisan
- Société de production : Nefertiti Film, Tomsa Films, Vertigo, Rai Cinema
- Pays de production :  Italie -  France -  Slovénie
- Durée : 89 minutes
- Genre : Drame, historique
- Dates de sortie :
  - France : 10 juillet 2021 (Festival de Cannes 2021) ; 16 février 2022 (sortie nationale)
  - Italie : 27 novembre 2021 (Festival du film de Turin)

## Distribution
- Celeste Cescutti : Agata
- Ondina Quadri : Lynx